# Pelomyia argentinaensis
Pelomyia argentinaensis är en tvåvingeart som först beskrevs av Foster och Wayne N. Mathis 2003.  Pelomyia argentinaensis ingår i släktet Pelomyia och familjen Canacidae. Inga underarter finns listade i Catalogue of Life.